# 陈仓之围
陈仓之围是228年12月到229年初蜀汉和曹魏之间的一场战斗，是蜀汉右将军行丞相事诸葛亮发起的攻打敌国曹魏的第二次北伐的一部分，试图减轻曹魏在石亭之战后对蜀汉盟友东吴在荆州方面的压力，最終蜀汉因未能攻克陈仓而自行撤军。

## 背景
228年东吴在石亭之战击败曹魏后，魏军调西线军队加强东线。蜀汉丞相诸葛亮希望攻魏将魏军注意力重新转回西线，以减少东吴荆州方向的战略压力，并寻机攻取陈仓（诸葛亮在对诸葛瑾的家书中提到“今使前军斫治此道，以向陈仓，足以扳连贼势，使不得分兵东行者也”）。由于诸葛亮主要的战略意图是为了牵制曹魏荆州军团，因此只带一月之粮。他形成计划前，魏大将军曹真因赵云于诸葛亮第一次北伐时烧毁栈道，预料到诸葛亮的进军路线，推荐杂号将军郝昭在陈仓建立要塞，对皇帝曹叡担保这项防御能对抗蜀汉可能的进攻。

## 战役

### 前序
为了减轻东吴在荆州方面的压力，并寻机夺取关中，诸葛亮只带一月之粮和围城战具，试图速攻陈仓，并通过攻打陈仓迫使曹魏从荆州抽调东线兵力回关中。虽然魏延等将领推荐了另一条道路，但诸葛亮决定走北向的嘉陵谷，渭水在那里靠近陈仓处拓宽。诸葛亮计划夺取陈仓作为攻击大都市长安的中转站。
诸葛亮兵出散关，228年12月，汉军到达陈仓要塞。诸葛亮先前听说陈仓城池破败，抵达后发现陈仓整顿完好，觉得奇怪。得知原来是郝昭在防守，大吃一惊。诸葛亮考虑郝昭向来名声显赫，恐怕攻城不易，于是让郝昭同乡兼好友已经投降蜀汉的监军靳详劝降郝昭。他们第一次对话时，郝昭不听靳详的说辞，说：“魏家的法度是卿所熟悉的；我的为人是卿所知的。我受国恩多，也不能累及自家门户。当初高刚防守祁山，因为注意力不集中，任务失败，虽然人是活了下来，但是至今非议不止。卿不需要说了，我只有（为了守城而）必死。”靳详回报诸葛亮郝昭的说辞，诸葛亮又派靳详去城门外软化这位坚定的守城者：“我们的军队很多，你只有很少的军队，不要徒劳自取灭亡。”但这次郝昭却搭箭说：“我之前的话已经说定了。我认识卿，但我的箭可不认识。”意在恐吓要杀靳详，诸葛亮听到这话決定展開攻势。

### 围城
對郝昭而言，虽然诸葛亮军队数量多，但主要还是减轻东吴战略压力，并未带足粮草，因此寻求速胜，郝昭及同僚王生只需要坚守一月。诸葛亮用围城梯实施云梯战法，但郝昭用火箭射云梯，点燃云梯，云梯上的人都被烧死。而诸葛亮用冲车毁坏城门，郝昭又用绳子连接大石磨压下来，折断冲车。
随后诸葛亮撤回，重新思考战略。因护城河使得只有被带到城墙边才能生效的攻城具难以到达城墙，诸葛亮决定消灭护城河来制造更多可能的进攻点。在诸葛亮命令下，围城军填护城河，准备攻城塔，用百尺高的井阑向城内射箭。填平护城河后，攻城具被移动到城下，步兵像蚂蚁一样爬上城墙。但当诸葛亮着手对付护城河时，郝昭已看破他的意图，开始在原来的城墙内建造内墙。攻城塔不能穿越第一重城墙，塔顶的士兵在越过外墙后不能翻越第二重墙，困在两重墙门内，成为守军射箭的靶子。
再次遭败后，诸葛亮又命士兵挖地道直至城墙地基，想让军队从城里突然跃出袭击敌军。但郝昭也在城内挖地道横截诸葛亮的地道，使其塌陷。
郝昭为了守城，多次挖了城中的坟墓，取木头作为工具。
双方攻守二十多天，诸葛亮并不能速取陈仓，同时诸葛亮进攻郿，也无法攻下。曹魏朝廷和曹真分別派張郃和费曜率军前来支援陈仓，救兵到来，于是诸葛亮撤退。然而使原本駐守荊州的张郃军团被调动，讓东吴在荆州方面的压力得以减轻。當蜀汉军撤退時，魏将王双为求立功，率骑兵追杀到秦岭，中诸葛亮埋伏被杀。张郃预判诸葛亮主要还是为了吸引自己的兵团，必定不会带大批量粮草，因此作出了自己未到陈仓时诸葛亮必已退的判断，張郃來到陳倉后直趋南郑，但没能追上诸葛亮。

## 后果
朝廷下诏嘉奖郝昭善守，赐爵列侯。曹叡召他到京城洛阳，慰劳并表扬他，准备大用。但不久郝昭在洛阳病亡。
张郃兵团被从荆州调离，东吴所受压力得到减轻，诸葛亮以较少的代价（只消耗一月粮草以及少量兵力）完成东吴的请求，同時斬殺魏将王雙，為第三次北伐減少阻力。
229年，诸葛亮发起第三次北伐，这次他改变目标，派陈式前去围攻武都、阴平。魏守将郭淮同時加強陳倉防禦，由于他深知武都、陰平二郡的魏軍戰鬥力難以抗衡蜀漢軍，亦知諸葛亮試圖與郭淮軍決戰並圍城打援，因此便放棄對武都、陰平的防守。郭淮率領雍州邊防主力軍撤退後，蜀漢軍取得武都、陰平二郡。

## 流行文化
陈仓之围在光荣游戏系列《真·三國無雙4》中为可玩關卡，又在《真三國無雙7》中作為蜀傳關卡重刻。